# Sterling
Sterling (Стерлінг) — з 1986 року англійський виробник автомобілів. Штаб-квартира розташована в місті Маямі. У 1991 році компанія припинила виробництво автомобілів.

## Заснування компанії

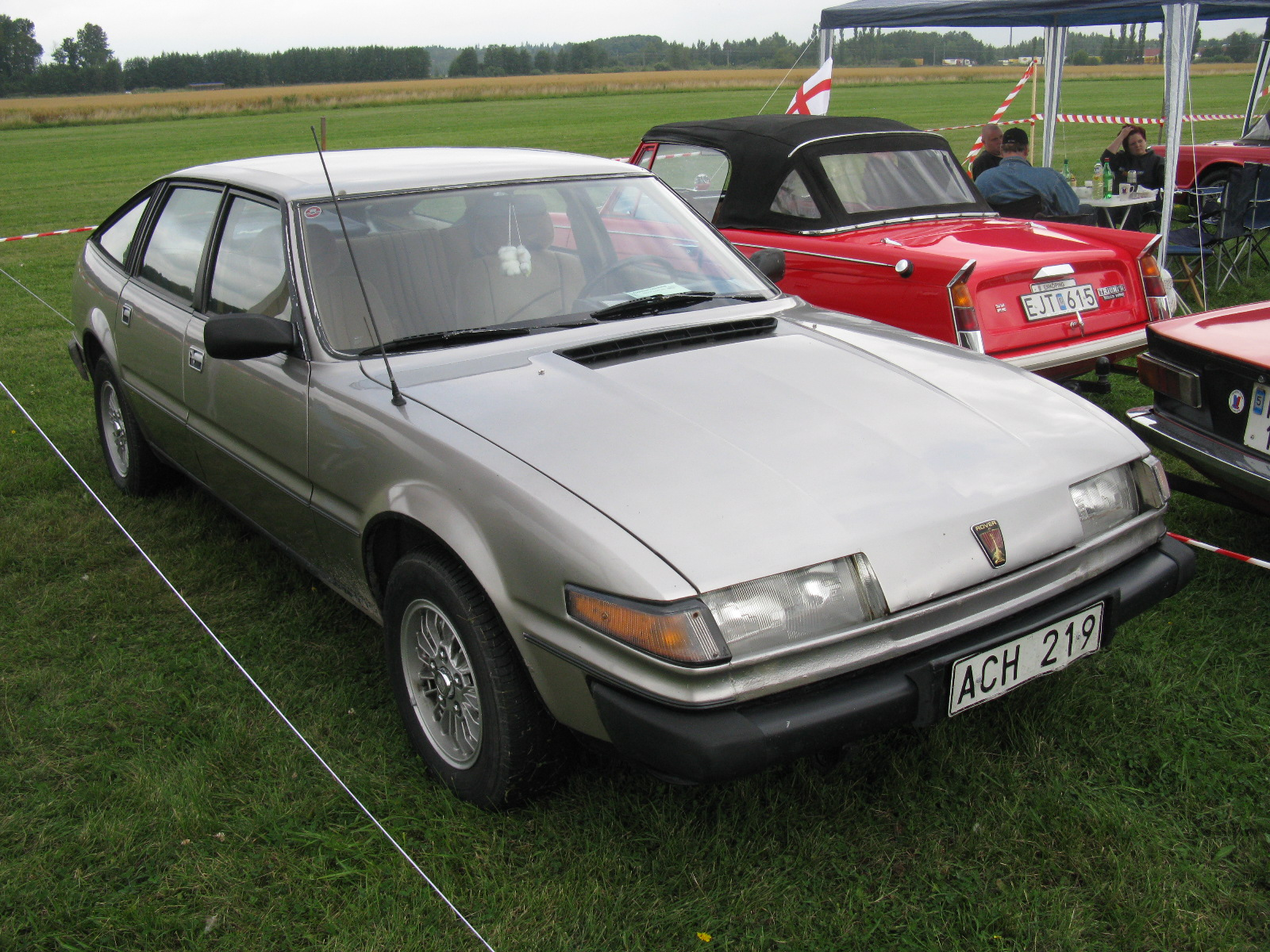
Rover 3500 SD1 для американського ринку

Стара британська марка Rover двічі покидала ринок США, вперше в 1971 році, коли за рік вдалося реалізувати всього 1500 автомобілів моделі Р6, в 1980 році британці вирішили повернутися на американський ринок з моделлю SD1, проте до 1981 року змогли продати всього 774 хетчбеків, та й то їх в основному купляли ті багаті фанати, які хотіли встановити під капоти своїх Triumph TR7 і MG MGB мотор V8, який ставився на єдину пропоновану в США модель — 3500, решта ж покупців зіткнулися з проблемами якості складання машини. То були важкі часи для британського автопрому, і машини робили погано. Це стосувалося не тільки марки Rover.
У 1984 році керівництво Austin Rover Group вирішило знову вийти на великий американський ринок, але виводити майбутній флагман, робота над яким у той час ще йшла спільно з японською фірмою Honda, під маркою Rover було економічним самогубством, у американців залишився ще в пам'яті провал моделі Rover 3500, тому в 1986 році вирішується створити для ринку США новий бренд — Sterling.

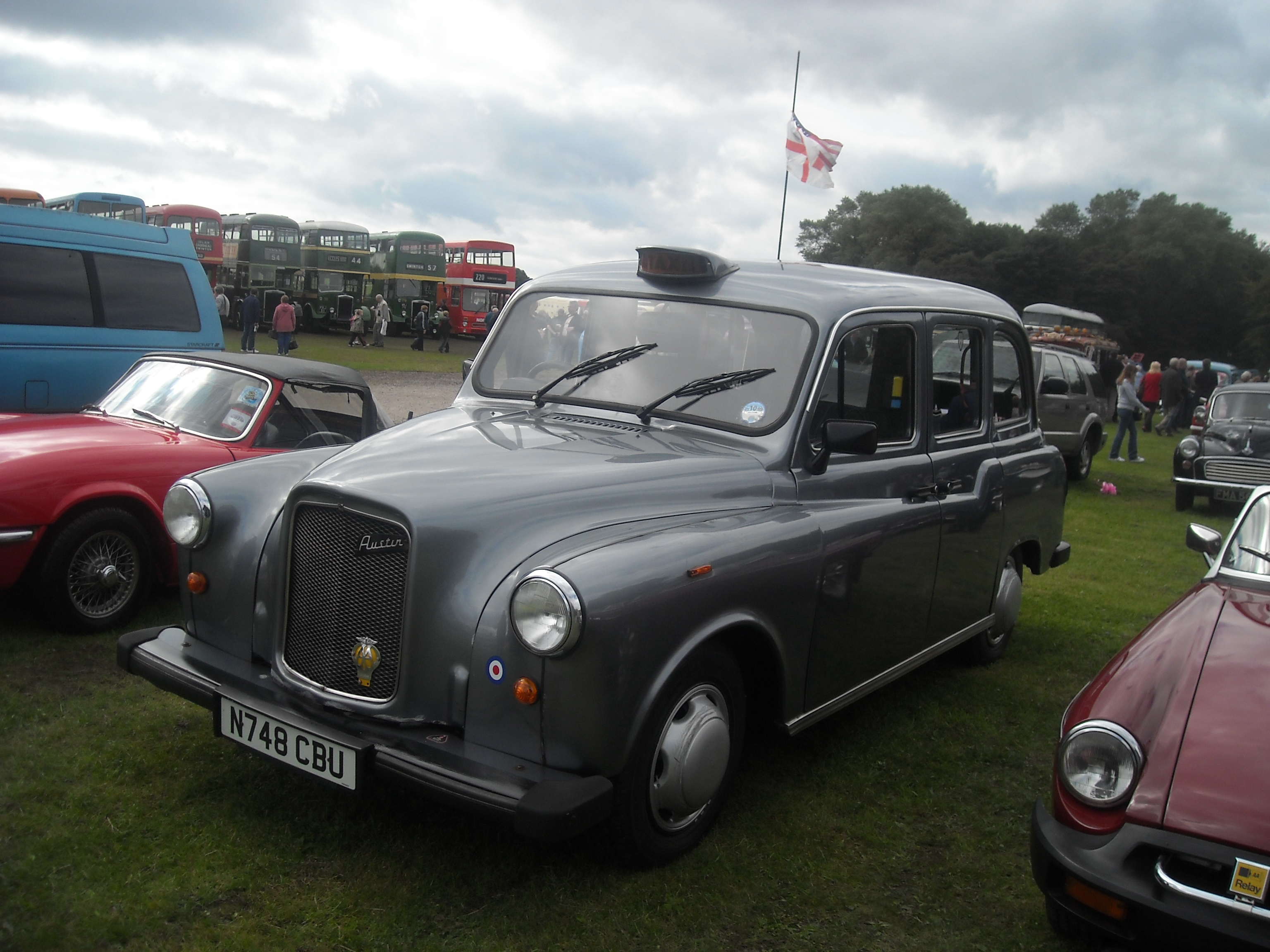
London Sterling FL2

Назва Sterling з'явилася не випадково. Навіть ті, хто не був у Лондоні, знали про знамените лондонське таксі Austin FX4, який випускали з 1958 року до кінця 90-х, в 1982 році таксікеби стали продаватися під маркою Carbodies, оскільки British Leyland втратив інтерес до цієї машини і продав права на цю машину фірмі, яка весь цей час її і випускала. Цю машину випускали весь цей час і як звичайний лімузин під назвою FL2. У США в 1985 році була заснована дочірня фірма компанії Carbodies — London Coach Inc, яка стала продавати з початку 1986 року на території Північної Америки лімузини під маркою London Sterling. Машини отримали більш потужні бампери, що відповідали американським нормам безпеки, більші задні ліхтарі від MG MGB, бензинові 2.3 л двигуни від Ford Mustang замість дизельних, якими комплектувалися машини для британського ринку, плюс дах на половину покривався вінілом, який імітував кузов типу ландо, хоча зустрічалися і версії без вінілу. Кермо розташовувалося з лівого боку.

## Початок виробництва автомобілів
У 1986 році вийшла в світ нова серія 800, яка мала топову комплектацію і носила назву Sterling. Розробка серії Rover 800 почалася ще в 1981 році за сприяння японської фірми Honda. Японці мали достатньо коштів для розробки нової моделі, з якою вони хотіли вийти на американський ринок, тут ще британці звернулися до них за допомогою. У підсумку японці довірили розробку нових Rover 800/Honda Legend британцям, а самі взялися за розробку 2.5 л V6 мотора для спільної машини. Однак, не дивлячись на те, що проектували машину британці, багато йшло під диктовку японців, так, наприклад, довелося зробити машину вужчою, ніж планувалося, оскільки більш широка машина не проходила по податкових нормах Японії, плюс японці наполягли на двоважільній підвісці, хоча британці більше схилялися до МакФерсону, що дозволило заощадити місце в салоні, плюс зробило машину більш комфортною.

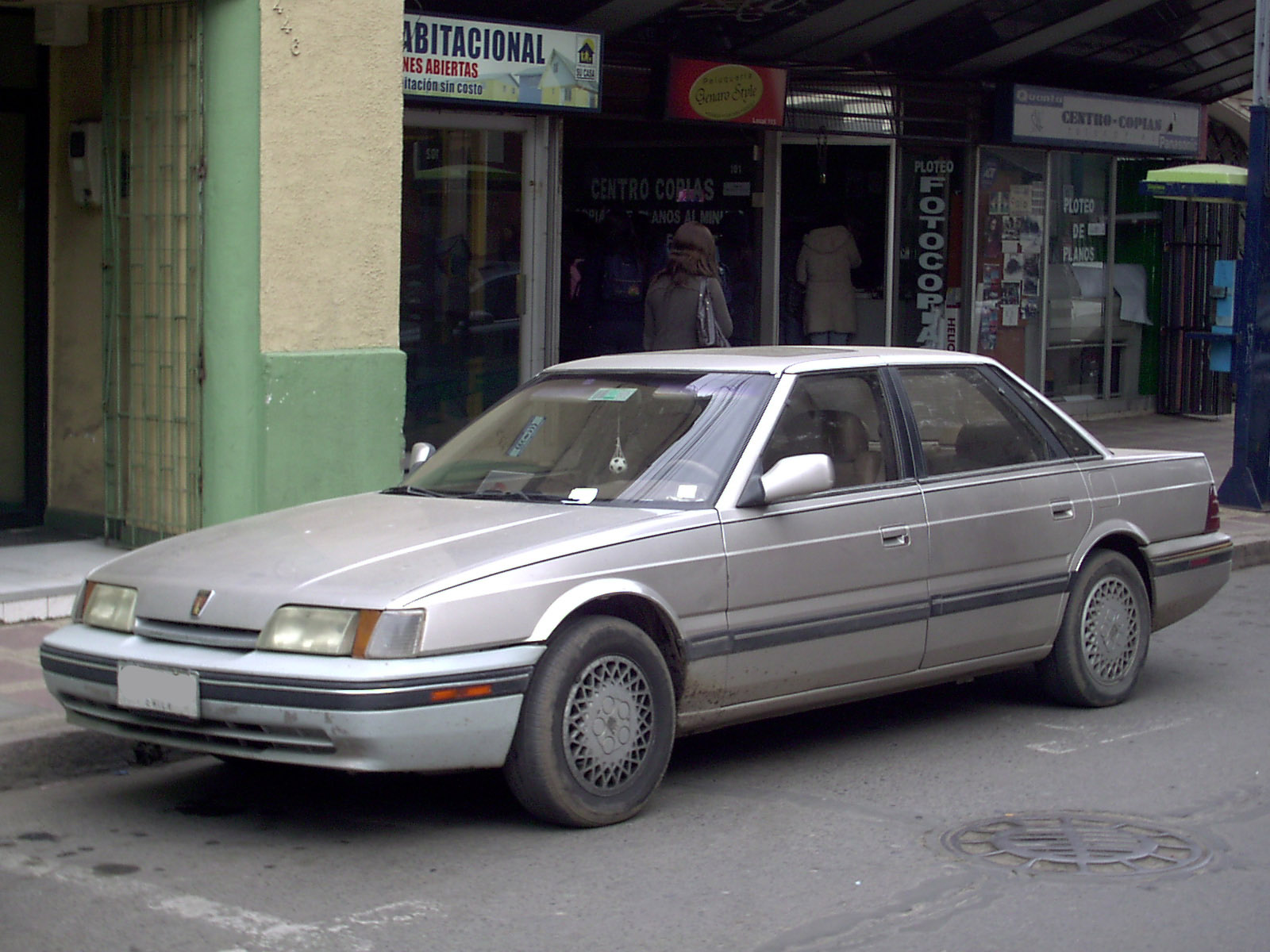
Sterling 825SL

У 1986 році в Маямі з'являється нова фірма, яка носила назву Austin Rover Cars of North America (ARCONA), яка, починаючи з лютого 1987 року починає продавати Sterling 825 в 135 дилерських центрах країни. Спочатку передбачалося, що буде продаватися по 30 000 машин в рік, оскільки Acura Legend, що з'явилася трохи раніше, домоглася значних успіхів, а технічно це були майже ідентичні машини. Проте британські седани потрапили на американський ринок під кінець буму на європейські моделі, і ринок США став холонути до Mercedes-Benz, SAAB, Volvo та інших європейців, так що вдалося реалізувати всього близько 14 000 машин.

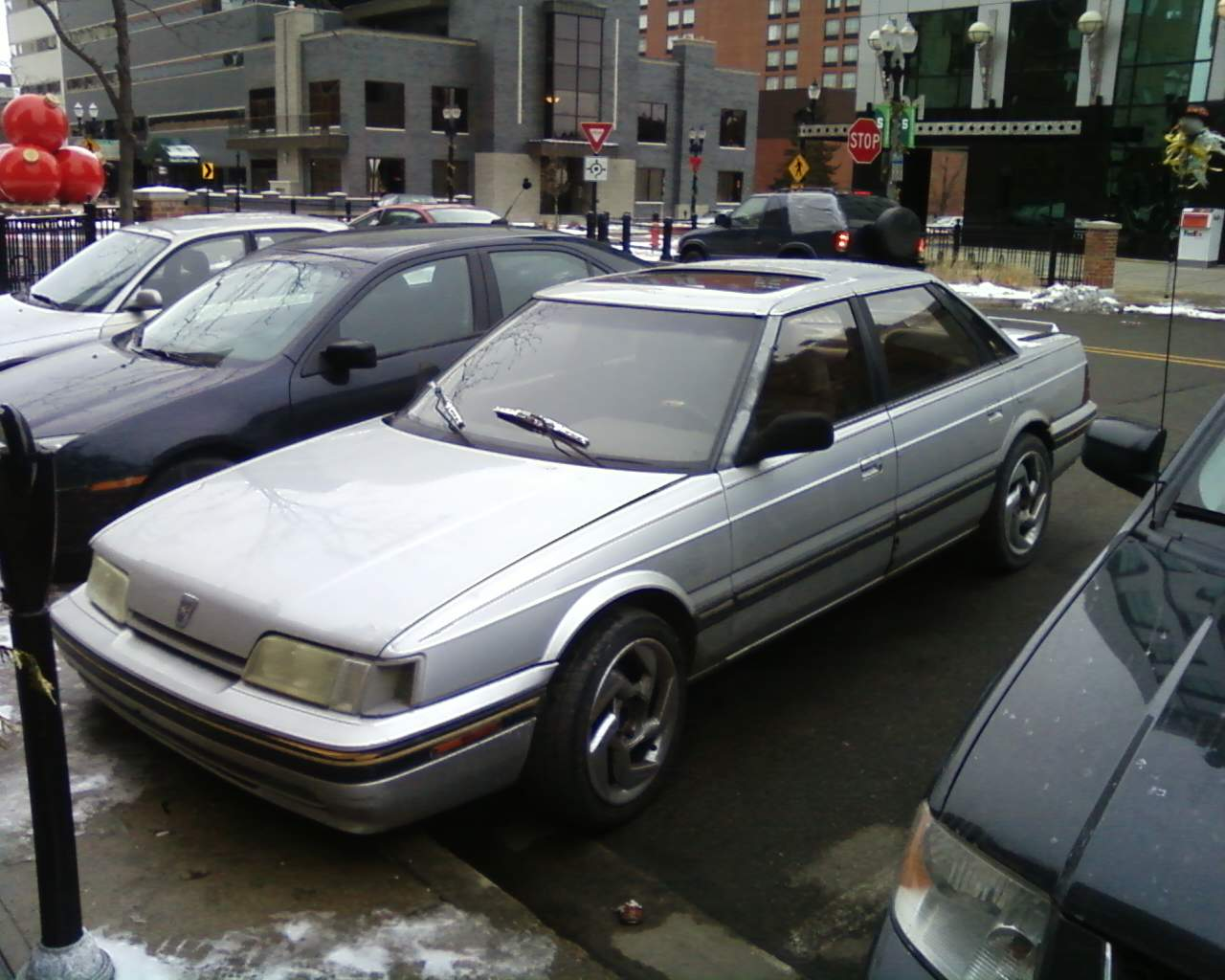
Sterling 825SL

Однак в 1988 році продажі впали до позначки в 8900 автомобілів, а все через те, що машина виявилася ненадійною. Якщо техніка, яка мала японські корені, поводилася бездоганно, то британська електроніка проявила себе погано, постійно відмовляла одна опція за одною, також частими були поломки кондиціонера, шкіра бежевого кольору ставала через деякий час зеленою, а фарба кузова темніла під спекотним сонцем південних штатів. Американські агентства ставили марку на останні рядки по надійності, в той час як Acura знаходилася у верхніх рядках. Але британці давали на свою продукцію гарантію в 36 місяців. Фірмою володіла не Austin Rover Group напряму, а один з американських автомобільних дилерів.
Машина коштувала від 19 000 до 23 000 доларів, і пропонувалася в двох варіантах — S і SL, обидва комплектувалися японським 2.5 л V6, потужністю 151 к.с., в Європі покупці могли вибрати і 2-літровий 16-клапанний двигун, за ці гроші покупець отримував машину із шкіряним салоном, горіховим декором, ABS, кондиціонером, електричним приводом сидінь, люка і всіх стекол на дверях, круїз-контроль і т. д. (в топовій комплектації). Емблема цієї машини хоч і нагадувала за формою емблему Rover, але там був зображений британський хрест з левом.

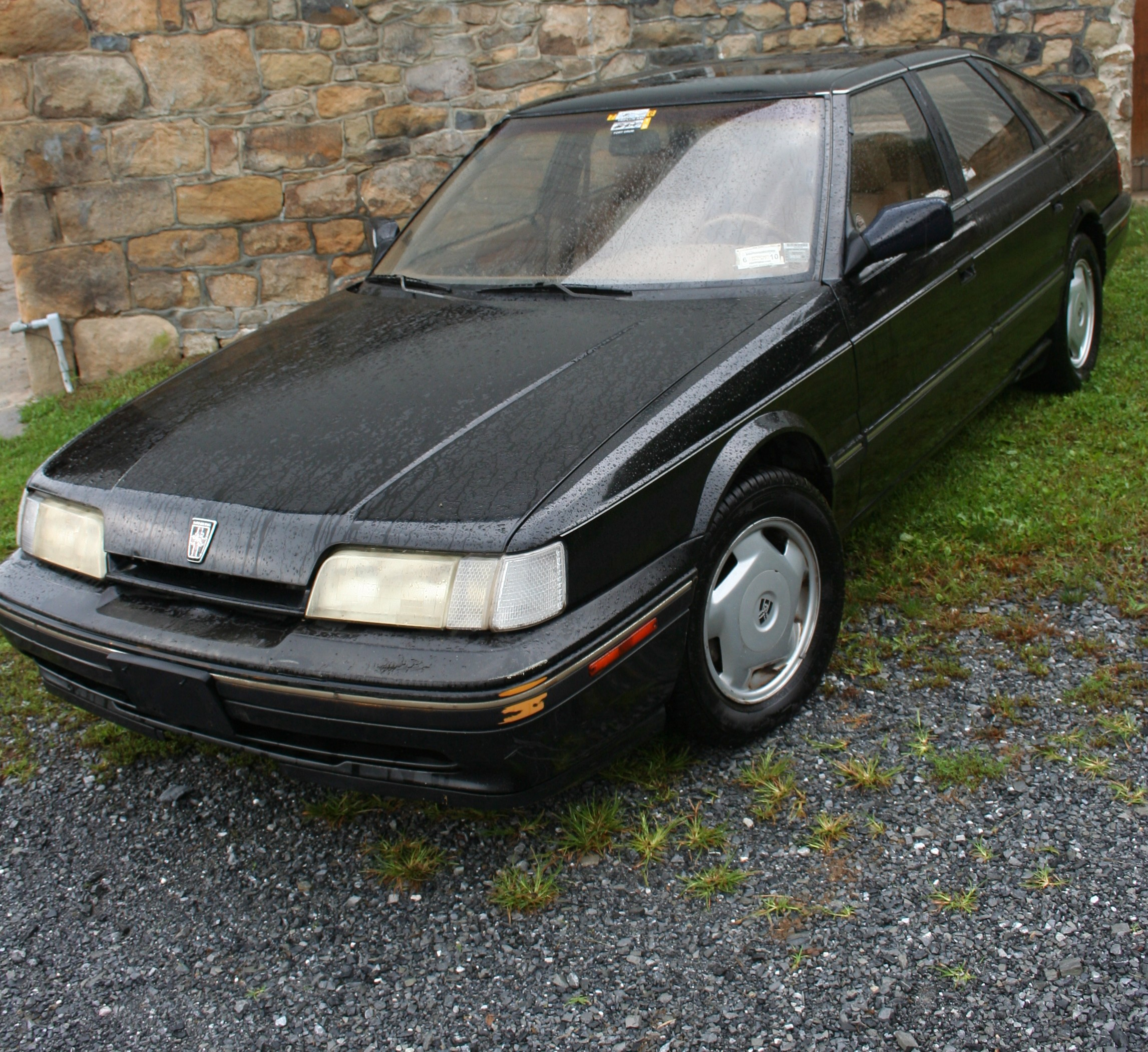
Sterling 827 SLi

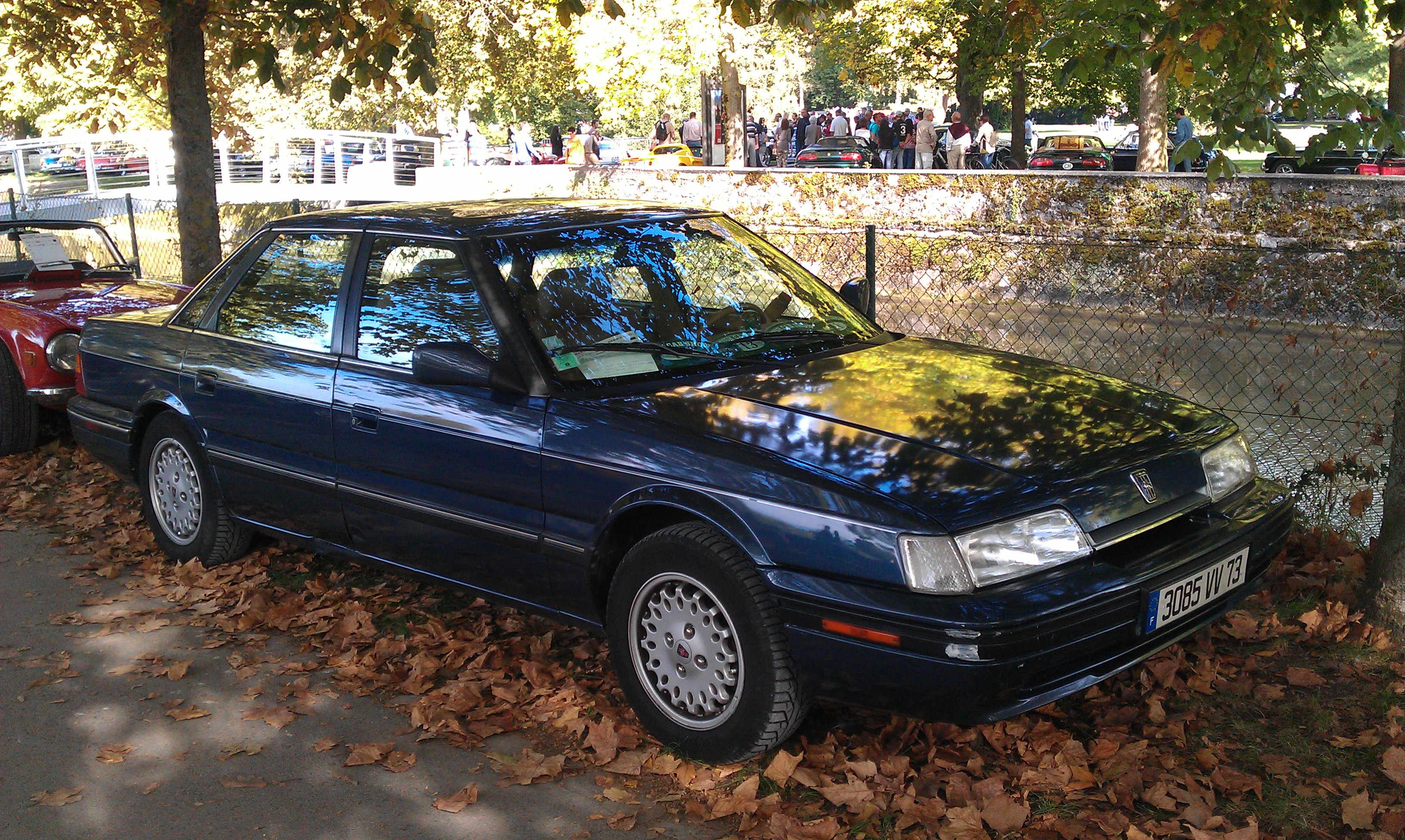
Sterling 827 SL

У 1989 році ARCONA перейменовується в Sterling Motor Cars Inc, а біля керма компанії стає новий бос на прізвище Морріс. Морріс намагався з усіх сил поліпшити стан справ, при ньому на ринок виводиться нова модель 827 з 2.7 л двигуном, який в американському варіанті розвивав всього 160 к.с., в Європі цей же мотор, не задушений строгими нормами викидів шкідливих газів, видавав 177 к.с.. Проте зменшення потужності відбилося на динаміці розгону всього на 0,5 секунди, тобто до ста машина розганялась за 8.7 секунди. Попутно американським покупцям запропонували і варіант з кузовом фастбек, який в Англії йшов практично в основному з 2-літровим мотором. Фастбек в США пропонувався тільки в топовій комплектації SLi, але і ціна машини вже зросла до майже 30 000 доларів США. Салон машини також пережив оновлення, так запозичену від Austin Maestro приборну панель замінили на іншу, тепер компоненти замовлялися у сторонніх замовників, завдяки чому припинилися відмови самих приладів.

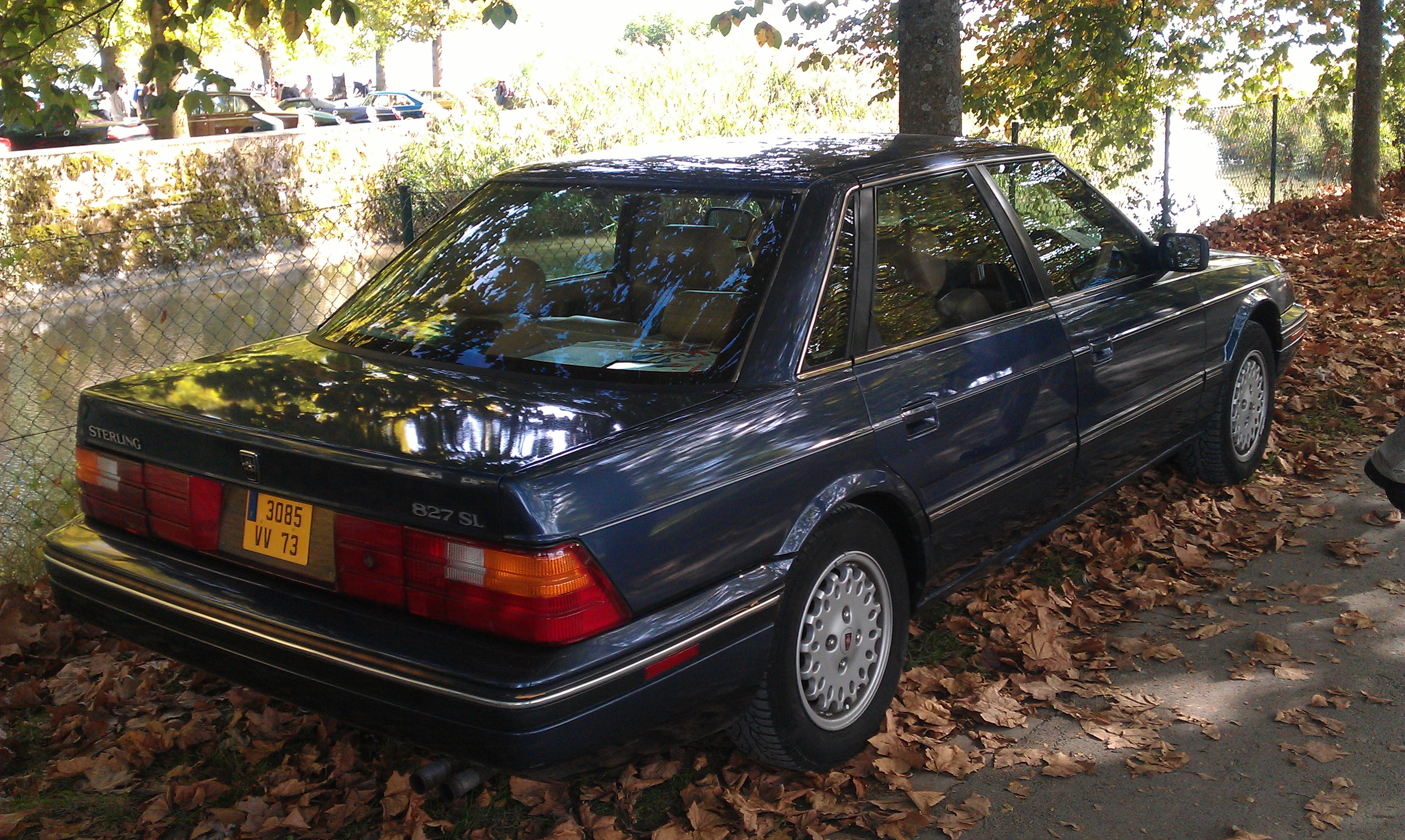
Sterling 827 SL

Але продажі падали, в 1989 році зуміли реалізувати всього 5900 автомобілів, але продажі падали і у Великій Британії. Машина виявилася занадто дорогою і, приміром, топовий варіант 827 коштував дорожче, ніж Jaguar XJ6 2.9, через падіння попиту довелося навіть тимчасово скоротити 1800 працівників своїх заводів. До 1990 року всі проблеми, пов'язані з надійністю електроніки, забарвленням і т. д., вдалося вирішити, на ринок виводиться варіант Oxford Edition, який був випущений тиражем всього в 350 автомобілів, цей варіант устатковувався мобільним телефоном, 6-дисковим КД-чейнджером, шкіряні сидіння мали окантовку іншого кольору, причому задні сидіння також отримали електропривід, дерево в салоні було з інкрустацією, цю машину фарбували в один колір — блакитний металік. Під лобовим склом був автограф Роя Ейкса, який був автором 800 серії, або проекту ХХ. Кузов фастбек став пропонуватися і в базовій версії Si.

## Припинення виробництва автомобілів. Закриття компанії
Моделі 1990–1991 років вважалися найкращими із зроблених, але ця думка не позначалася на продажах, в 1990 році продали 4000 автомобілів, а через за 8 місяців було реалізовано всього 2800 примірників, стало ясно, що недоцільно просувати цей бренд, тим самим у серпні 1991 року Rover втретє залишає ринок США. Вперше фірма це робила в 1971 році, потім — в 1981 році, а тепер — в 1991 році.

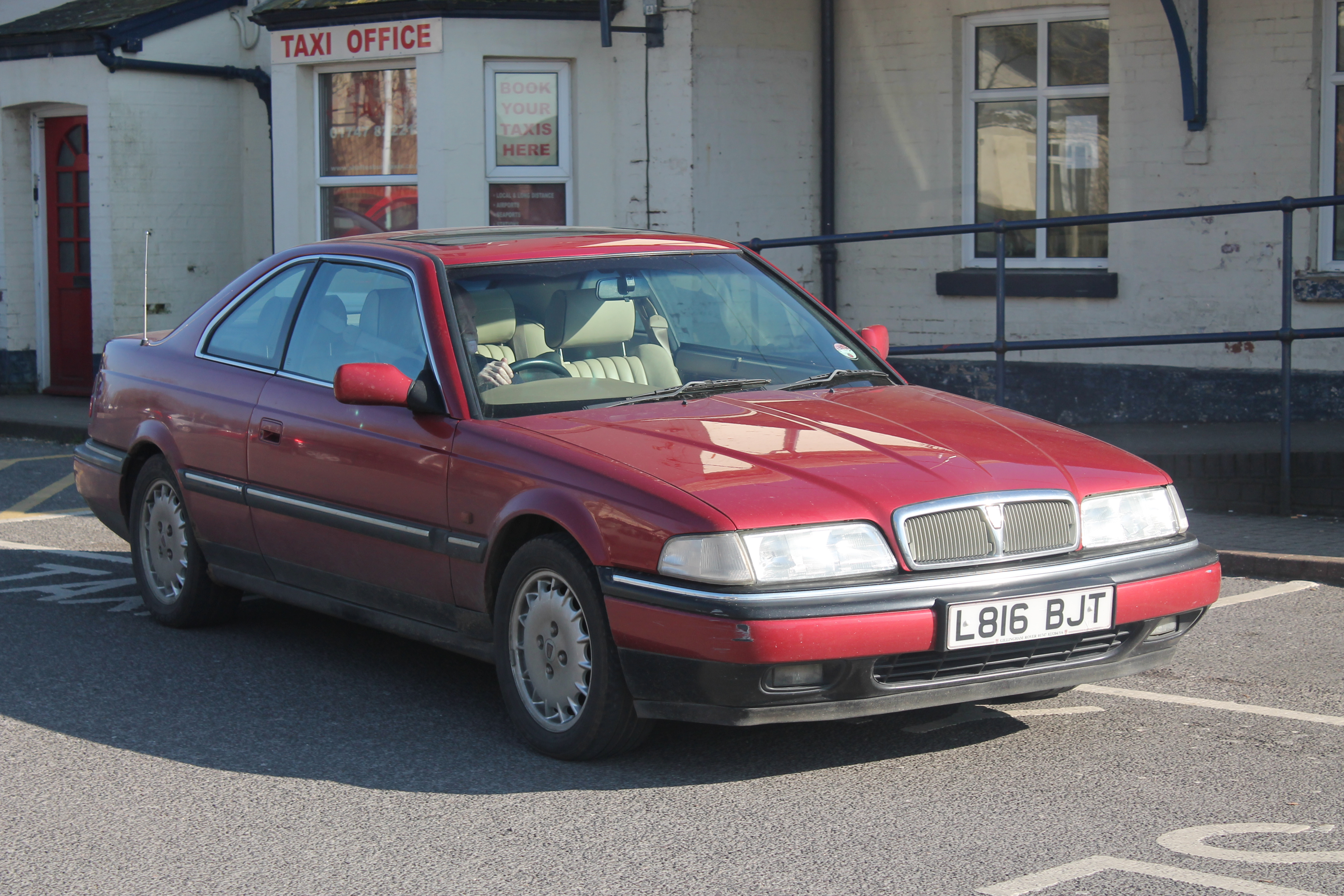
Таким повинен був стати Sterling 827 Coupe

В 1989 році, коли машина вже 3 роки продавалася на європейському ринку, вона пережила фейсліфт, причому відбулася фірма малою кров'ю, оскільки на європейські машини встановили бампери, які йшли на американський ринок. Коли в 1992 році з'явилося нове покоління 800 серії, яке носило індекс R17, публіці представили і кузов типу купе, головна заслуга появи такої версії була за Моріссом, який всі ці роки твердив фірмі Rover Group, що американці потребують солідної дводверної персональної машини, але Sterling Motor Cars Inc не дочекалася прем'єри нової моделі, хоча і сповістила заздалегідь потенційних клієнтів про появу 2-дверної 4-місної моделі. Після цього фірма Rover свою легкову продукцію не просувала на Новому Континенті.
London Coach Inc чекало розчарування, компанія змогла за два роки реалізувати всього близько 100 автомобілів, після чого в 1987 році залишила американський ринок. В середині 80-х стало очевидно, що мода на легкові британські машини в США пройшла.

## Список автомобілів Sterling
- 1987 — Sterling 825
- 1989 — Sterling 827